# Halte Nieuwe Kraaijertpolder
Halte Nieuwe Kraaijertpolder (telegrafische verkorting Nkr) is een voormalige halte aan de tramlijn Goes - Hoedekenskerke - Goes van de voormalige Spoorweg-Maatschappij Zuid-Beveland. Het station werd geopend op 19 mei 1927 en gesloten op 15 mei 1934.